# ماروواتو (بوریزینی)
ماروواتو (به لاتین: Marovato) یک منطقهٔ مسکونی در ماداگاسکار است که در بوریزینی-واوائو واقع شده‌است. ماروواتو ۲۳٬۰۰۰ نفر جمعیت دارد و ۲۶۸ متر بالاتر از سطح دریا واقع شده‌است.